# Kokurikozaka kara
Kokurikozaka kara (jap. コクリコ坂から, dt. „Vom Coquelicot-Hügel“, frz. für „Klatschmohn“) ist ein Manga des Autors Tetsurō Sayama und der Zeichnerin Chizuru Takahashi, der von 1979 bis 1980 erstmals in Japan erschien. 2011 kam eine Anime-Adaption des Werks von Studio Ghibli in die Kinos, die in Deutschland als Der Mohnblumenberg erschien.

## Inhalt
Die Handlung spielt in den 1960er Jahren und dreht sich um das Schulmädchen Umi Komatsuzaki (小松崎 海) und den Jungen Shun Kazama (風間 俊). Umi, deren Vater auf See im Koreakrieg umgekommen ist, lebt bei ihrer Großmutter in einem Haus nahe dem Meer, während ihre Mutter auf Reisen ist. Sie setzt jeden Morgen die Signalflaggen vor dem Haus, um das Andenken an ihren Vater zu erhalten. Sie verliebt sich in ihren Mitschüler Shun, den Chef des Zeitungsklubs der Schule, der einen Protest gegen den Abriss des alten Clubhauses anführt. Das Clubhaus soll aufgrund der in Tokio stattfindenden Olympischen Sommerspiele 1964 abgerissen werden.

## Veröffentlichung des Mangas
Der Manga erschien in Japan von Ausgabe 1/1980 (Dezember 1979) bis 8/1980 (Juli 1980) im Magazin Nakayoshi des Verlags Kodansha. Die Kapitel wurden auch zusammengefasst in zwei Bänden herausgebracht. 2010 erschien eine Neuauflage bei Kadokawa Shoten.

## Anime-Adaption
2011 produzierte das Studio Ghibli eine Adaption als Anime, bei der Gorō Miyazaki Regie führte. Im Anime wurde der Familienname der Protagonistin von Komatsuzaki auf Matsuzaki geändert. Der Anime-Film erschien in Deutschland in ausgewählten Kinos unter dem Titel Der Mohnblumenberg am 21. November 2013.

## Trivia

Signalflaggen „U“ und „W“

Die von Umi Komatsuzaki mehrfach gehissten Signalflaggen zeigen die Buchstaben „U“ und „W“ des internationalen Flaggenalphabets mit der Bedeutung „Ich wünsche eine gute Fahrt!“.